# Éditions de la Séguinière
 (décembre 2009).
Si vous disposez d'ouvrages ou d'articles de référence ou si vous connaissez des sites web de qualité traitant du thème abordé ici, merci de compléter l'article en donnant les références utiles à sa vérifiabilité et en les liant à la section « Notes et références ».
Les Éditions de la Séguinière sont une maison d'édition créée en 1979 par Jean Tabary, auteur de bande dessinée, créateur entre autres d'Iznogoud, et Francis Slomka, alors jeune journaliste sur Antenne 2.

## Parcours

### Création et fonctionnement
Les deux créateurs avaient déjà édité ensemble Iznogoud au sein des Éditions BD'Star un an auparavant. En créant les Éditions de la Séguinière (du nom de la propriété charentaise de Tabary, à La Séguinière, village de la commune de Pont-l'Abbé-d'Arnoult), leur objectif était de promouvoir l'univers de l'auteur. 
Deux mensuels voient le jour, en format poche : Les vacheries de Corinne à Jeannot et Les Récrés de Totoche. Francis Slomka en est le rédacteur en chef, Jean Tabary le directeur artistique. Daniel Slomka, frère de Francis est à la gestion, tandis que Colette Tabary, épouse de Jean est à l'administration.
Les vacheries de Corinne à Jeannot sont une petite révolution éditoriale. Un contact direct avec le public est privilégié, selon une formule inédite à l'époque. Le lecteur est invité à dessiner sur un scénario imposé, ou à envoyer des blagues, des vacheries, des jeux, des photomatons de grimaces. Chaque mois, un personnage de BD y est invité : Astérix, Lucky Luke, Achille Talon seront les premiers invités de Corinne et Jeannot. Les Éditions de la Séguinière éditent dès lors les albums de Tabary : Iznogoud, Richard et Charlie, Totoche, Grabadu et Gabaliouchtou, Valentin le vagabond, etc.

### Vers les éditions Tabary
En 1980, Francis Slomka décide de préparer l'internat en chirurgie. Reçu interne des Hôpitaux de Paris en 1981, il se résigne à quitter sa maison d'édition. Il cède ses parts à Muriel Tabary, la fille de Jean. Les Éditions de la Séguinière changent alors rapidement de nom, pour devenir les Éditions Tabary. Francis Slomka est depuis devenu chirurgien, patron de la Clinique du genou à Paris.